# Liste des saints du XIIe siècle
Cette liste concerne les saints et les bienheureux, reconnus comme tels par l'Église catholique, ayant vécu au XIIe siècle.

## Années 1100

### Année 1101
| No. | Image      | Nom                      | Dates          | Informations                       |
| --- | ---------- | ------------------------ | -------------- | ---------------------------------- |
| 1   | sans cadre | Saint Bruno le Chartreux | vers 1030-1101 | Fondateur de l'ordre des Chartreux |

### Année 1103
| No. | Image | Nom                    | Dates     | Informations    |
| --- | ----- | ---------------------- | --------- | --------------- |
| 1   |       | Saint Guillaume Firmat | 1026-1103 | Ermite français |

### Année 1106
| No. | Image      | Nom                     | Dates     | Informations                        |
| --- | ---------- | ----------------------- | --------- | ----------------------------------- |
| 1   | sans cadre | Saint Bennon de Meissen | 1010-1106 | Patron du diocèse de Dresde-Meissen |

### Année 1109
| No. | Image      | Nom                            | Dates          | Informations                                                     |
| --- | ---------- | ------------------------------ | -------------- | ---------------------------------------------------------------- |
| 1   | sans cadre | Saint Albéric de Cîteaux       | † 1109         | Ermite français et un des fondateurs de l'Ordre cistercien       |
| 2   | sans cadre | Saint Dominique de la Chaussée | 1019-1109      | Prêtre espagnol                                                  |
| 3   | sans cadre | Saint Gérald de Moissac        | † 1109         | Moine bénédictin français devenu archevêque de Braga au Portugal |
| 4   |            | Saint Hugues de Cluny          | 1024-1109      | Sixième abbé de Cluny                                            |
| 5   | sans cadre | Saint Anselme de Cantorbéry    | 1033/1034-1109 | Moine bénédictin valdôtaine, docteur de l'Église                 |

## Années 1110

### Année 1111
| No. | Image      | Nom                     | Dates          | Informations                                              |
| --- | ---------- | ----------------------- | -------------- | --------------------------------------------------------- |
| 1   | sans cadre | Saint Robert de Molesme | vers 1029-1111 | Moine français et un des fondateurs de l'Ordre cistercien |

### Année 1113
| No. | Image      | Nom                          | Dates          | Informations                                                                         |
| --- | ---------- | ---------------------------- | -------------- | ------------------------------------------------------------------------------------ |
| 1   | sans cadre | Bienheureuse Ide de Boulogne | vers 1040-1113 | Aristocrate française                                                                |
| 2   |            | Bienheureux Odon de Tournai  | 1060-1113      | Moine bénédictin, fondateur de l’abbaye Saint-Martin de Tournai et évêque de Cambrai |

### Année 1115
| No. | Image      | Nom                     | Dates          | Informations       |
| --- | ---------- | ----------------------- | -------------- | ------------------ |
| 1   | sans cadre | Saint Geoffroy d'Amiens | vers 1066-1115 | Évêque d'Amiens    |
| 2   | sans cadre | Saint Yves de Chartres  | vers 1040-1115 | Évêque de Chartres |

### Année 1117
| No. | Image      | Nom                     | Dates          | Informations                                        |
| --- | ---------- | ----------------------- | -------------- | --------------------------------------------------- |
| 1   | sans cadre | Saint Bernard de Tiron  | 1046-1117      | Fondateur de l'Abbaye de la Sainte-Trinité de Tiron |
| 2   | sans cadre | Sainte Ragnhild         | † 1117         | Reine de Suède                                      |
| 3   | sans cadre | Saint Magnus Erlendsson | vers 1075-1117 | Comte des Orcades                                   |

### Année 1118
| No. | Image      | Nom                       | Dates  | Informations                                                 |
| --- | ---------- | ------------------------- | ------ | ------------------------------------------------------------ |
| 1   | sans cadre | Saint Raymond de Toulouse | † 1118 | Chantre et chanoine de la basilique Saint-Sernin de Toulouse |

## Années 1120

### Année 1121
| No. | Image | Nom                     | Dates  | Informations           |
| --- | ----- | ----------------------- | ------ | ---------------------- |
| 1   |       | Saint Frédéric de Namur | † 1121 | Prince-évêque de Liège |

### Année 1122
| No. | Image | Nom                   | Dates          | Informations     |
| --- | ----- | --------------------- | -------------- | ---------------- |
| 1   |       | Saint Bernard Paleara | vers 1050-1122 | Moine bénédictin |
| 2   |       | Saint Odon d'Urgell   | vers 1065-1122 | Évêque d'Urgell  |

### Année 1123
| No. | Image      | Nom                         | Dates          | Informations                                       |
| --- | ---------- | --------------------------- | -------------- | -------------------------------------------------- |
| 1   | sans cadre | Saint Bertrand de Comminges | vers 1150-1123 | Évêque de Comminges                                |
| 2   | sans cadre | Saint Bruno de Segni        | 1045-1123      | Théologien, abbé du Mont-Cassin et évêque de Segni |
| 3   | sans cadre | Saint Pierre Pappacarbone   | 1038-1123      | Abbé de l'abbaye de Cava de' Tirreni               |

### Année 1124
| No. | Image      | Nom                        | Dates               | Informations                                |
| --- | ---------- | -------------------------- | ------------------- | ------------------------------------------- |
| 1   | sans cadre | Saint Étienne de Muret     | 1046-1124           | Ermite et fondateur de l'Ordre de Grandmont |
| 2   | sans cadre | Saint Costabile Gentilcore | vers 1069/1070-1124 | Abbé de l'abbaye de Cava de' Tirreni        |

### Année 1127
| No. | Image      | Nom                                | Dates          | Informations     |
| --- | ---------- | ---------------------------------- | -------------- | ---------------- |
| 1   |            | Saint Henri de Coquet              | † 1127         | Ermite danois    |
| 2   | sans cadre | Bienheureux Charles Ier de Flandre | vers 1083-1127 | Comte de Flandre |

## Années 1130

### Année 1130
| No. | Image      | Nom                        | Dates  | Informations   |
| --- | ---------- | -------------------------- | ------ | -------------- |
| 1   | sans cadre | Saint Isidore le Laboureur | † 1130 | Saint espagnol |

### Année 1131
| No. | Image      | Nom                     | Dates          | Informations                  |
| --- | ---------- | ----------------------- | -------------- | ----------------------------- |
| 1   | sans cadre | Saint Adjutor de Vernon | vers 1070-1131 | Croisé, puis moine bénédictin |
| 2   | sans cadre | Saint Knud Lavard       | 1096-1131      | Prince danois                 |

### Année 1132
| No. | Image      | Nom                      | Dates     | Informations       |
| --- | ---------- | ------------------------ | --------- | ------------------ |
| 1   | sans cadre | Saint Hugues de Grenoble | 1053-1132 | Évêque de Grenoble |

### Année 1133
| No. | Image      | Nom                         | Dates          | Informations                                           |
| --- | ---------- | --------------------------- | -------------- | ------------------------------------------------------ |
| 1   | sans cadre | Saint Bernardo degli Uberti | vers 1060-1133 | Cardinal italien, un des fondateurs des vallombrosains |

### Année 1134
| No. | Image      | Nom                     | Dates          | Informations                                              |
| --- | ---------- | ----------------------- | -------------- | --------------------------------------------------------- |
| 1   | sans cadre | Saint Norbert de Xanten | vers 1080-1134 | Fondateur de l'ordre des chanoines réguliers de Prémontré |
| 2   | sans cadre | Saint Étienne Harding   | vers 1060-1134 | Un des fondateurs de l'Ordre cistercien                   |

### Année 1136
| No. | Image      | Nom                          | Dates     | Informations                                                                       |
| --- | ---------- | ---------------------------- | --------- | ---------------------------------------------------------------------------------- |
| 1   | sans cadre | Saint Léopold III d'Autriche | 1073-1136 | Margrave d'Autriche et fondateur des abbayes de Klosterneuburg et de Heiligenkreuz |

### Année 1138
| No. | Image | Nom                       | Dates  | Informations                                                 |
| --- | ----- | ------------------------- | ------ | ------------------------------------------------------------ |
| 1   |       | Saint Gérard de Clairvaux | † 1138 | Frère aîné de saint Bernard de Clairvaux et moine cistercien |

### Année 1139
| No. | Image      | Nom                  | Dates          | Informations      |
| --- | ---------- | -------------------- | -------------- | ----------------- |
| 1   | sans cadre | Saint Jean de Matera | vers 1070-1139 | Religieux italien |

## Années 1140

### Année 1140
| No. | Image      | Nom                    | Dates          | Informations                  |
| --- | ---------- | ---------------------- | -------------- | ----------------------------- |
| 1   |            | Saint Aybert           | 1060-1140      | Moine bénédictin              |
| 2   | sans cadre | Saint Gaucher d'Aureil | vers 1060-1140 | Chanoine régulier du Limousin |

### Année 1141
| No. | Image      | Nom                      | Dates     | Informations         |
| --- | ---------- | ------------------------ | --------- | -------------------- |
| 1   | sans cadre | Sainte Ombeline de Jully | 1092-1141 | Moniale cistercienne |

### Année 1142
| No. | Image      | Nom                        | Dates     | Informations                                           |
| --- | ---------- | -------------------------- | --------- | ------------------------------------------------------ |
| 1   | sans cadre | Saint Guillaume de Verceil | 1085-1142 | Ermite italien et fondateur de l'Ordre de Montevergine |

### Année 1144
| No. | Image      | Nom                        | Dates     | Informations              |
| --- | ---------- | -------------------------- | --------- | ------------------------- |
| 1   | sans cadre | Saint Guillaume de Norwich | 1132-1144 | Saint anglais controversé |

### Année 1146
| No. | Image | Nom                      | Dates  | Informations                           |
| --- | ----- | ------------------------ | ------ | -------------------------------------- |
| 1   |       | Saint Airald (ou Ayrald) | † 1146 | Moine chartreux et évêque de Maurienne |

### Année 1148
| No. | Image      | Nom                                             | Dates          | Informations                                                                     |
| --- | ---------- | ----------------------------------------------- | -------------- | -------------------------------------------------------------------------------- |
| 1   | sans cadre | Saint Malachie d'Armagh (ou Malachie O'Mongoir) | vers 1094-1148 | Archevêque d'Armagh et le premier saint irlandais à être officiellement canonisé |

## Années 1150

### Année 1150
| No. | Image      | Nom          | Dates          | Informations                                                                 |
| --- | ---------- | ------------ | -------------- | ---------------------------------------------------------------------------- |
| 1   | sans cadre | Saint Guérin | vers 1065-1150 | Moine cistercien, fondateur et abbé de l'Abbaye d'Aulps, puis évêque de Sion |

### Année 1153
| No. | Image      | Nom                        | Dates     | Informations                                                                                     |
| --- | ---------- | -------------------------- | --------- | ------------------------------------------------------------------------------------------------ |
| 1   | sans cadre | Saint Bernard de Clairvaux | 1090-1153 | Moine bourguignon et promoteur de l'Ordre cistercien                                             |
| 2   | sans cadre | Saint Eugène III           | 1080-1153 | Disciple de saint Bernard et moine de Clairvaux, 167e pape de l’Église catholique de 1145 à 1153 |

### Année 1154
| No. | Image      | Nom                                                      | Dates               | Informations       |
| --- | ---------- | -------------------------------------------------------- | ------------------- | ------------------ |
| 1   | sans cadre | Saint Lambert de Vence                                   | 1084-1154           | Evêque de Vence    |
| 2   | sans cadre | Saint Guillaume FitzHerbert (William of York en anglais) | † 1054              | Archevêque d'York  |
| 3   |            | Saint Wulfric de Haselbury                               | vers 1090-1154/1155 | Anachorète anglais |

### Année 1155
| No. | Image      | Nom                     | Dates     | Informations                                      |
| --- | ---------- | ----------------------- | --------- | ------------------------------------------------- |
| 1   | sans cadre | Saint Conrad de Bavière | 1105-1155 | Religieux catholique allemand d'origine italienne |

### Année 1156
| No. | Image      | Nom                   | Dates  | Informations                             |
| --- | ---------- | --------------------- | ------ | ---------------------------------------- |
| 1   | sans cadre | Saint Henri d'Uppsala | † 1156 | Ecclésiastique anglais actif en Finlande |

### Année 1157
| No. | Image      | Nom                          | Dates  | Informations                            |
| --- | ---------- | ---------------------------- | ------ | --------------------------------------- |
| 1   | sans cadre | Saint Guillaume de Malavalle | † 1157 | Fondateur de l'ordre de Saint-Guillaume |

### Année 1158
| No. | Image      | Nom                         | Dates          | Informations      |
| --- | ---------- | --------------------------- | -------------- | ----------------- |
| 1   | sans cadre | Saint Rognvald Kali Kolsson | vers 1100-1158 | Comte des Orcades |

### Année 1159
| No. | Image      | Nom                        | Dates          | Informations                                                      |
| --- | ---------- | -------------------------- | -------------- | ----------------------------------------------------------------- |
| 1   |            | Saint Étienne d'Obazine    | vers 1085-1159 | Moine cistercien, fondateur et premier abbé de l’abbaye d’Obazine |
| 2   | sans cadre | Saint Robert de Newminster | vers 1100-1159 | Abbé cistercien                                                   |

## Années 1160

### Année 1160
| No. | Image      | Nom                         | Dates          | Informations                       |
| --- | ---------- | --------------------------- | -------------- | ---------------------------------- |
| 1   | sans cadre | Sainte Mechtilde de Diessen | 1125-1160      | Abbesse d'Edelstetten              |
| 2   | sans cadre | Saint Rainier de Pise       | 1117-1160      | Troubadour italien                 |
| 3   | sans cadre | Saint Ubald Baldassini      | 1084/1085-1160 | Évêque de Gubbio                   |
| 4   | sans cadre | Saint Hélène de Skövde      | vers 1101-1160 | Sainte patronne de Skövde en Suède |

### Année 1162
| No. | Image      | Nom                      | Dates     | Informations                                                                                          |
| --- | ---------- | ------------------------ | --------- | --- |
| 1   | sans cadre | Saint Théoton de Coïmbre | 1082-1162 | Fondateur des chanoines réguliers de la Sainte-Croix de Coïmbre et premier saint canonisé du Portugal |

### Année 1163
| No. | Image      | Nom                     | Dates     | Informations                                                                                           |
| --- | ---------- | ----------------------- | --------- | --- |
| 1   | sans cadre | Saint Raymond de Fitero | † 1163    | Moine cistercien                                                                                       |
| 2   | sans cadre | Saint Jean de la Grille | 1098-1163 | Premier abbé de l'abbaye Sainte-Croix de Guingamp (1134-1144), puis évêque d'Aleth, puis de Saint-Malo |

### Année 1164
| No. | Image      | Nom                         | Dates     | Informations          |
| --- | ---------- | --------------------------- | --------- | --------------------- |
| 1   | sans cadre | Sainte Élisabeth de Schönau | 1129-1164 | Visionnaire allemande |

### Année 1165
| No. | Image | Nom                    | Dates          | Informations     |
| --- | ----- | ---------------------- | -------------- | ---------------- |
| 1   |       | Saint Gossuin d'Anchin | vers 1085-1165 | Moine bénédictin |

### Année 1166
| No. | Image      | Nom                       | Dates       | Informations                                               |
| --- | ---------- | ------------------------- | ----------- | ---------------------------------------------------------- |
| 1   | sans cadre | Saint Ælred de Rievaulx   | 1110 - 1166 | Moine cistercien qui devient le troisième abbé de Rievaulx |
| 2   | sans cadre | Sainte Rosalie de Palerme | 1130-1166   | Ermite italienne                                           |

### Année 1167
| No. | Image      | Nom                      | Dates          | Informations                               |
| --- | ---------- | ------------------------ | -------------- | ------------------------------------------ |
| 1   | sans cadre | Saint Idesbald des Dunes | vers 1090-1167 | 3e abbé de l’abbaye cistercienne des Dunes |

## Années 1170

### Année 1170
| No. | Image      | Nom                           | Dates          | Informations                                                                   |
| --- | ---------- | ----------------------------- | -------------- | ------------------------------------------------------------------------------ |
| 1   | sans cadre | Saint Gerlac de Houthem       | † 1170         | Ermite néerlandais                                                             |
| 2   | sans cadre | Sainte Wivine de Grand-Bigard | vers 1103-1170 | Moniale bénédictine et fondatrice du monastère de Sainte-Wivine à Grand-Bigard |

### Année 1173
| No. | Image      | Nom                       | Dates     | Informations                                                 |
| --- | ---------- | ------------------------- | --------- | ------------------------------------------------------------ |
| 1   | sans cadre | Saint Nersès IV Chnorhali | 1100-1173 | Catholicos de l'Église apostolique arménienne de 1166 à 1173 |

### Année 1174
| No. | Image | Nom                           | Dates     | Informations     |
| --- | ----- | ----------------------------- | --------- | ---------------- |
| 1   |       | Saint Pierre II de Tarentaise | 1102-1174 | Moine cistercien |

### Année 1178
| No. | Image      | Nom                       | Dates     | Informations                                          |
| --- | ---------- | ------------------------- | --------- | ----------------------------------------------------- |
| 1   | sans cadre | Saint Anthelme de Chignin | 1107-1178 | Moine chartreux devenu prieur de la Grande-Chartreuse |

### Année 1179
| No. | Image      | Nom                         | Dates     | Informations                             |
| --- | ---------- | --------------------------- | --------- | ---------------------------------------- |
| 1   | sans cadre | Sainte Hildegarde de Bingen | 1098-1179 | Moniale bénédictine, docteur de l'Église |

## Années 1180

### Année 1180
| No. | Image      | Nom                                                     | Dates          | Informations                                           |
| --- | ---------- | ------------------------------------------------------- | -------------- | ------------------------------------------------------ |
| 1   | sans cadre | Saint Avertin de Tours                                  | † 1180 ou 1189 | Ermite venu de Grande-Bretagne et ami de Thomas Becket |
| 2   | sans cadre | Saint Laurent O’Toole (en gaélique : Lorcán Uí Tuatail) | 1128-1180      | Archevêque de Dublin                                   |

### Année 1181
| No. | Image      | Nom                    | Dates     | Informations            |
| --- | ---------- | ---------------------- | --------- | ----------------------- |
| 1   | sans cadre | Saint Galgano Guidotti | 1148-1181 | Chevalier devenu ermite |

### Année 1184
| No. | Image      | Nom                     | Dates     | Informations                             |
| --- | ---------- | ----------------------- | --------- | ---------------------------------------- |
| 1   | sans cadre | Saint Bénézet d'Avignon | 1165-1184 | Fondateau de l'Ordre des frères pontifes |

### Année 1185
| No. | Image      | Nom                    | Dates     | Informations                                 |
| --- | ---------- | ---------------------- | --------- | -------------------------------------------- |
| 1   | sans cadre | Saint Druon de Sebourg | 1118-1185 | Patron des bergers dans le Nord de la France |

### Année 1188
| No. | Image      | Nom                      | Dates  | Informations          |
| --- | ---------- | ------------------------ | ------ | --------------------- |
| 1   | sans cadre | Saint Eystein Erlendsson | † 1188 | Archevêque de Nidaros |

### Année 1189
| No. | Image      | Nom                               | Dates          | Informations                                             |
| --- | ---------- | --------------------------------- | -------------- | -------------------------------------------------------- |
| 1   | sans cadre | Saint Gilbert de Sempringham      | 1083/1089-1189 | Fondateur de l'ordre des moines gilbertins en Angleterre |
| 2   | sans cadre | Bienheureux Humbert III de Savoie | 1136-1189      | Comte de Savoie                                          |

## Années 1190

### Année 1191
| No. | Image      | Nom                  | Dates               | Informations                                                                 |
| --- | ---------- | -------------------- | ------------------- | ---------------------------------------------------------------------------- |
| 1   | sans cadre | Saint Maurice Duault | vers 1113/1115-1191 | Abbé de l'abbaye de Langonnet et fondateur de l'abbaye Notre-Dame de Carnoët |

### Année 1192
| No. | Image      | Nom                     | Dates          | Informations                       |
| --- | ---------- | ----------------------- | -------------- | ---------------------------------- |
| 1   | sans cadre | Saint Albert de Louvain | vers 1166-1192 | Prince-évêque de Liège et cardinal |

### Année 1193
| No. | Image      | Nom           | Dates     | Informations                                                        |
| --- | ---------- | ------------- | --------- | ------------------------------------------------------------------- |
| 1   | sans cadre | Saint Thorlak | 1133-1193 | Chanoine augustinien, évêque de Skálholt, saint patron de l'Islande |

### Année 1195
| No. | Image      | Nom                           | Dates     | Informations              |
| --- | ---------- | ----------------------------- | --------- | ------------------------- |
| 1   | sans cadre | Saint Berthold du mont Carmel | 1155-1195 | Ermite sur le mont Carmel |

### Année 1196
| No. | Image | Nom                        | Dates     | Informations                                                 |
| --- | ----- | -------------------------- | --------- | ------------------------------------------------------------ |
| 1   |       | Saint Meinhard de Holstein | 1127-1196 | Prêtre de l’Ordre des Augustins et premier évêque de Livonie |

### Année 1197
| No. | Image      | Nom                       | Dates  | Informations  |
| --- | ---------- | ------------------------- | ------ | ------------- |
| 1   | sans cadre | Saint Hommebon de Crémone | † 1197 | Saint italien |

### Année 1198
| No. | Image      | Nom                        | Dates     | Informations    |
| --- | ---------- | -------------------------- | --------- | --------------- |
| 1   | sans cadre | Bienheureux Odon de Novare | 1100-1198 | Moine chartreux |

### Année 1199
| No. | Image      | Nom                  | Dates          | Informations                                   |
| --- | ---------- | -------------------- | -------------- | ---------------------------------------------- |
| 1   |            | Saint Pietro Parenzo | † 1199         | Noble romain et podestat de la ville d'Orvieto |
| 2   | sans cadre | Saint Bogumił        | vers 1135-1199 | Archevêque de Gniezno                          |